# Stazione di Macere
Stazione di Macere vasútállomás Olaszországban, Artena településen.

## Vasútvonalak
Az állomást az alábbi vasútvonalak érintik:
- Velletri-Segni-vasútvonal

## Kapcsolódó állomások
A vasútállomáshoz az alábbi állomások vannak a legközelebb:
- Stazione di Artena-Valmontone
- Stazione di Lariano